# Clintwood
Clintwood è un comune degli Stati Uniti d'America, situato nello Stato della Virginia, nella Contea di Dickenson, della quale è il capoluogo.